# 1-й механізований батальйон (24-та бригада)
1-й штурмовий батальйон (1ШБ) — штурмовий батальйон 24-ї бригади Сухопутних військ Збройних сил України. Бойовий шлях розпочав у 2014 р., одним із перших підрозділів виступивши на захист цілісності та суверенітету України.

## Історія
У березні 2014 на базі боєздатних воїнів 24-ї Окремої механізованої бригади було створено 1-шу батальйонну тактичну групу.

### Бойовий шлях
На початку березня кістяк бригади на основі 1 механізованого батальйону вибув на схід України. Спочатку з'єднання передислокували на Чернігівщину, Полтавщину та Сумщину — де очікувався удар.
У травні підрозділ прибув до зони проведення антитерористичної операції, та був задіяний в районі Слов'янська, Красного Лиману і Краматорська. У ході боїв у районі Слов'янська особовий склад бригади зазнав перших втрат — 19 червня 2014 р. у боях під Ямполем та Закітним Донецької області загинули сім військовослужбовців бригади, в тому числі перший командир батальйону — Ігор Ляшенко.
10 липня 2014 р. у боях за Сіверськ було поранено бійця батальйону Сергія Колубая.
Найзапекліші бої припали на долю 1 і 3 батальйонних тактичних груп бригади в серпні місяці в районі міста Лутугине, що на південний захід від Луганська. З початку серпня з боями були зайняті Лутугине, Волнухине, Георгіївна, Новосвітлівка та Хрящувате.
У вересні 2014 року батальйон вернувся на ротацію в місто Яворів, пункт постійної дислокації. Однак через 2 місяці батальйон знову був відправлений виконувати бойові завдання у Луганську область. 

## Структура
- Мінометна батарея[2] (На озброєння міномети 120-го калібру)
- Танкова рота (10 машин)[3]
- Розвідувальна рота (На озброєнні БТР-80 і БРМ-1К)[4]
- Інженерні підрозділи[5]
- Підрозділ и тилового забезпечення[6]

## Оснащення
- Артилерія: 4 шт. 2С3 «Акація» і 6 шт. БМ-21 «Град»[7]
- Міномети: 120-й калібр[8]
- БТР: БТР-80[9]
- Розвідувальні машини: БРМ-1К[10]

## Командування
- До 19 червня 2014 р. — підполковник Ляшенко Ігор Вікторович
- З травня 2015 р. — підполковник Коренюк Роман Михайлович

## Втрати
- Ляшенко Ігор Вікторович — 19 червня 2014 р.
- Бондар Олександр Вікторович — 4 лютого 2016 р.
- Нефедьєв Євген Іванович — 8 травня 2016 р.
- Колубай Сергій Миколайович — жовтень 2016 р.
- Вінярський Олександр Анатолійович — 20 грудня 2016 р.